# Barbara Rubin
Barbara Rubin (Nueva York, 1945-París, 1980) fue una cineasta y artista de performance estadounidense. Es más conocida por su película underground de 1963, Christmas on Earth.

## Biografía
Barbara Rubin creció en el barrio de Cambria Heights en Queens, Nueva York. En la primavera de 1963 fue contratada por Jonas Mekas para trabajar en el  Film-Makers Coop, una cooperativa de cineastas sin ánimo de lucro cofundada por varios artistas para distribuir películas de vanguardia. La cooperativa fue frecuentada por, entre otros, Robert Frank, Allen Ginsberg, Salvador Dalí, Ron Rice, Jerry Jofen, Jack Smith, y Andy Warhol; Rubin pronto se convirtió en imprescindible para Mekas, organizando eventos locales e internacionales. «Sus contribuciones han sido muchas y diferentes», dijo Mekas en 2003; «....la historia de su vida aún tiene que ser escrita porque ella era, creo, muy importante».

## Christmas on Earth
En 1963 dirigió Christmas on Earth —su único filme, proyectado en dos pantallas superpuestas— una transgresiva película inspirada en el poema «Una temporada en el infierno», escrito por Arthur Rimbaud en 1873. Mediante la combinación de un ritual orgiástico, de las pasiones autodestructivas de una joven cineasta –de tan sólo 17 años- y de las aspiraciones de emancipación de su tiempo, Christmas on Earth se celebró como una pieza de arte totémica de la escena underground neoyorquina.
La película ha sido descrita por la crítica como «una de las más radicales jamás realizadas»; «la película más explícita sexualmente producida por el underground pre-porno»; y «un documento esencial del cine queer y feminista».
Debido a su naturaleza explícita, la policía de la ciudad de Nueva York trató de suprimir la película; durante un tiempo, a mediados de los años 1960, Rubin solía llevar consigo una copia para su custodia y Allen Ginsberg quedó tan impresionado con el film que inició una aventura con Rubin después de verla por primera vez. Jonas Mekas lo elogio como «el primer choque se convierte en silencio y luego se traslada al asombro. Pocas veces hemos visto una belleza tan realista como sólo la belleza (el hombre) puede ser: terrible belleza que el hombre, que la mujer es...». Otros han descartado la película como amateur, y el cineasta Ken Jacobs la calificó como «un desastre».
Después de unas pocas proyecciones en los años sesenta, Rubin le pidió a Mekas que destruyera la película; en cambio, él la guardó. Años más tarde ella cambio de opinión y le dio permiso para distribuirla. «Desde 1983, se ha proyectado regularmente», escribió Johan Kugelberg, «y está ocupando lenta pero constantemente su lugar en el canon de las películas clandestinas de los años sesenta y en los hitos culturales que desentrañaron la ley de censura estadounidense y abrieron el campo para el estudio artístico de las narrativas sexuales».

## Barbara Rubin en la cultura neoyorkina de vanguardia
Según Andy Warhol, Rubin «fue una de las primeras personas que despertó el interés multimedia en Nueva York». Aunque era joven, ya había trabajado con Mekas cuando conoció a Warhol, y aportó ideas y experiencia a su colaboración. Christopher Mele escribió: «Los cineastas experimentales Barbara Rubin y Andy Warhol utilizaron tecnologías como pantallas múltiples, diapositivas y proyectores, e integraron otros medios como escultura, música e iluminación para crear una experiencia total que variaba cada noche».
Más que una mera cineasta, Rubin era conocida por su personalidad dinámica y su habilidad para crear parejas artísticas. «Barbara fue la fuerza motriz y coordinadora entre todos nosotros», dijo Lou Reed en una entrevista en 2012; Ed Sanders, en su reseña de las memorias de Gordon Ball, 66 Frames, la llamó «la legendaria Barbara Rubin, que deambulaba por la época polinizando a través de las escenas cinematográficas, poéticas, folclóricas y pacificadoras».
A principios de la década de 1970, Rubin se casó dos veces. El primer matrimonio, con Mordechai Levy, pronto terminó en divorcio. El segundo fue  con Isaac Besancon, pintor francés y seguidor de las enseñanzas místicas del rabino Najman de Bratslav. Rubin y Besancon vivieron primero en una pequeña comunidad de artistas en Brooklyn. Después, en 1973, se trasladaron a una comunidad religiosa en el sur de Francia.
Barbara Rubin falleció con treinta y cinco años de una infección postnatal en Francia en 1980 después de dar a luz a su quinto hijo.